# Vendemiaire no Tsubasa
Las alas de Vendemiaire (ヴァンデミエールの翼 Vandemiēru no Tsubasa?) en el manga con que debutó Mohiro Kitoh. Fue publicado por Kodansha e introdujo el estilo y temas que serían marcas de Kitoh como sus representaciones gráficas de violencia, abuso y la crueldad de la naturaleza de los seres humanos, mientras que al mismo tiempo la historia se balancea en lo que se podrían considerar elementos fantásticos y la posibilidad de esperanza.

## Argumento
La historia está dividida en ocho historias, todas ellas envolviendo una serie de muñecos vivientes conocidos como Vendemiaire. Estas historias tienen una fórmula similar, todas ellas envolviendo a una muñeca (Vendemiaire) que se encuentra con un niño u hombre que intenta ayudarla con distintos niveles de éxito, usualmente intentando alcanzar la libertad para ella. En general las historias son sombrías y exploran diferentes opiniones sobre la naturaleza de los seres humanos y como las personas usan a Vendemiaire como esclava o aún peor.

## Personajes
- Vendemiaire #1: Rubia e intuitiva, se podría decir que es la protagonista debido a que se muestra más veces que ninguna otra. En su primera aparición, ella es parte de un acto de un carnaval ambulante y es finalmente cortada por la mitad por el domador. En su segunda aparición, ella es encontrada por Simón y es vendida a un comerciante para ayudar a pagar el cuidado médico para Thermidore.

- Ray: Un chico curioso y enérgico y es quien primero encuentra a Vendemiaaire #1. Él no se molesta en salvarla cuando está en peligro. El Domador usa un lático para cortar su mano, la cual es posteriormente reemplazada con la de Vendemiaire #1.

- El Domador: Sujeto cruel y sádico quien creó a la muñeca Vendemiaire. Es violento y explotador hacia ella, y no se molesta en matar a quien se interfiera con sus planes.

- Vendemiaire #2: Una Vendemiaire que actúa en reemplazo a la #1. Es muy obediente a su dueño, y también un poco soñadora. Después que el avión de Will chocara, ella salta de una torre y es presumiblemente destruida.

- Will: Un joven y descuidado piloto (quien antaño era saltador de torres) que se hace amigo de Vendemiaire #2 y la busca para liberarla. Intenta negociar con el domador por su libertad, pero durante un torneo su avión choca por culpa del domador. Luego se recupera y se vuelve un piloto de guerra.

- Simón: Un joven niño que intenta cuidar a su hermana enferma Thermidor. Encuentra a Vendemiaire #1

- Thermidor: Una joven niña que está muy enferma y desea conocer un ángel. Huye después de oír que su hermano encontró a Vendemiaire #1, y finalmente se recupera de su enfermedad.

- Vendemiaire #3: Una Vendemiaire de pelo oscuro construida de madera y hecha con el propósito que sea una acróbata. Al contrario que las otras, ella es muy fuerte y busca activamente su libertad. Uno de sus pies está roto por el sacerdote.

- El Sacerdote: un hombre aterrador y sobrenatural, que aparenta lazos con el Domador del circo. Él es dueño de Vendemiaire #3. Puede crear ilusiones y siempre lleva junto a él un libro que aparentemente le da su poder y vida. Cuando Milton quema el libro, el Sacerdote se quema junto a él.

- Milton: In joven noble que vive por su cuenta y ha abandonado sus deberes de la sociedad. Encontró a Vendemiaire #3 mientras ella huía del sacerdote. Quiere volver a reunirse con fructidor, si institutriz. Aborrece la violencia, pero quema el libro del Sacerdote para proteger a Vendemiaire #3.

- Vendemiaire #4: Una muñeca que luce como una niña. Tranquila e ingenua, ella fue adoptada recientemente por una familia y frecuentemente copia las acciones de su hermana humana, Brumaire. No conoce las reglas de la sociedad, o cómo realizar las tareas comunes. Cansada de ser engañada, ella mata a Brumaire y toma la identidad de su hermana de ahí en adelante.

- Brumaire: Una chiquilla buscapleitos que piensa que es la hermana de Vendemiaire #4, pero no sabe que su supuesta nueva gemela es una marioneta. Se molesta mucho cuando su hermana copia todo lo que ella hace por lo que engaña a su hermana para llevarla a una trampa para conejos, pero finalmente ella es atrapada y asesinada por Vendemiaire #4.

- Vendemiaire #5: Su maestro es dueño de un dirigible y ella intenta pretender que es feliz siendo esclava, lo cual le ha dado una personalidad firme. Saume el nombre de Brumaire (Vendemiaire #4)a quien ella idolatra. Es la única muñeca que puede volar y usa su abilidad para salvar a Avary de morir cayendo. Se rompe por la mitad cuando ellos caen, pero se va a vivir con Avary.

- Avary: An polizón en el dirigible del maestro de Vendemiaire #5, quien dice que se escondió sólo para ver las alas de Vendemiaire #5., Toma el nombre de Will e intenta liberarla, salta del dirigible y es salvado por ella, quien entonces se va a vivir con él.

- Vendemiaire #6: Una Vendemiaire de pelo negro quien viaja a través de una tierra nevada con un niño huérfano que llama Nivose. Se refugia con 63 durante una tormenta. Ella anhelaba ser una madre, pero como no podía robó a Nivose de un humano y cortó una cesárea en su torso. Cuando Nivose se enfría, convence a 63 para quemar su cuerpo para hacer una fogata.

- 63: Un joven que vive en las tierras frías. De niño fue abandonado y creció en una iglesia. Arrancó y comenzó a vivir solo como carpintero. Encuentra a Vendemiaire #6 y Nivose durante una tormenta de nieva y les deja quedarse en su cueva.